# Theerawesin Seehawong
Theerawesin Seehawong (thailändisch ธีระเวคิน สีหะวงค์, * 6. April 1980 in Bangkok), auch als Klam bekannt, ist ein thailändischer Fußballtrainer und ehemaliger Fußballspieler.

## Karriere

### Spieler
Theerawesin Seehawong stand von 2006 bis 2009 beim singapurischen Verein Gombak United unter Vertrag. Wo er vorher gespielt hat, ist unbekannt. Der Verein spielte in der höchsten Liga, der Singapore Premier League. Für Gombak absolvierte er mindestens 23 Erstligaspiele. 2010 kehrte er in seine Heimat zurück. Hier unterschrieb er einen Vertrag beim Pattaya United FC. Mit dem Verein aus Pattaya spielte er in der ersten Liga, der Thai Premier League. Mitte 2013 ging er wieder nach Singapur. Hier schoss er sich für den Rest des Jahres dem Erstligisten Woodlands Wellington an. Für Wellington stand er elfmal in der ersten Liga auf dem Spielfeld. Der thailändische Zweitligist Angthong FC nahm ihn die Saison 2014 unter Vertrag. Mit Angthong spielte er in der zweiten Liga, der Thai Premier League Division 1. Ende der Saison beendete er seine Karriere als aktiver Fußballspieler.

### Trainer
Theerawesin Seehawong war von 2016 bis 2018 Trainer beim Drittligisten Nongbua Pitchaya FC in Nong Bua Lamphu. Ende 2016 wurde er mit dem Verein Meister der Regional League Division 2 in der Northern Region und stieg somit in die zweite Liga auf. Seit dem 1. Dezember 2018 ist Seehawong nun Sportdirektor des Vereins, doch nach der Trainerentlassung im November 2022 übernahm er wieder interimsweise den Posten des Übungsleiters. Hier wurde er Anfang Dezember 2022 vom Brasilianer Emerson Pereira abgelöst. Ende Februar 2023 übernahm er bis Saisonende 2022/23 ein zweites Mal den Posten als Interimstrainer. Im Oktober 2023 übernahm er, nachdem Vimon Juncum zurücktrat, den Postes als Cheftrainer beim Zweitligisten Pattaya United FC. Nach drei verlorenen Spielen trat Seehawong Anfang März 2024 als Trainer zurück. Im Juni 2024 unterschrieb er erneut einen Vertrag bei Pattaya United. Nach fünf Spieltagen, in denen Pattaya kein Sieg erzielte, trat er Mitte September 2024 von seinem Cheftrainerposten zurück.

## Erfolge

### Trainer
Nongbua Pitchaya FC
- Regional League Division 2 – North: 2016  ▲